# Brafferton, North Yorkshire
Brafferton är en ort i civil parish Brafferton and Helperby, i kommunen North Yorkshire, Storbritannien. Den ligger i grevskapet North Yorkshire och riksdelen England, i den centrala delen av landet, 300 km norr om huvudstaden London. Brafferton ligger 14 meter över havet.
Brafferton är ihopvuxet med Helperby. Tidigare var de båda orterna var sin civil parish, men 2019 slogs de samman till Brafferton and Helperby. Civil parish hade 257 invånare år 2001. Byn nämndes i Domedagsboken (Domesday Book) år 1086, och kallades då Bradfortune/Bratfortone/Bratfortune.
Terrängen runt Brafferton är platt. Runt Brafferton är det ganska tätbefolkat, med 120 invånare per kvadratkilometer. Närmaste större samhälle är Harrogate, 18,5 km sydväst om Brafferton. Trakten runt Brafferton består till största delen av jordbruksmark.